# Гладиц, Нина
Нина Гладиц (нем. Nina Gladitz; 1946, Кирхцартен — 2021, Швебиш-Гмюнд) — немецкий кинорежиссёр-документалист, известная как исследователь биографии Лени Рифеншталь.

## Биография
Окончила Мюнхенскую высшую школу телевидения и кино. C 1975 года активно участвовала в борьбе левых активистов против строительства атомной электростанции у городка Виль и в 1976 году сняла об этом документальный фильм «Лучше активность сегодня, чем радиоактивность завтра» (нем. Lieber heute aktiv als morgen radioaktiv). Премьера фильма состоялась в октябре 1976 года на Международном кинофестивале в Мангейме.
В январе 1980 года Гладиц стала соучредителем независимого кинопрокатного кооператива кинематографистов для распространения «политических фильмов», которые «не имеют шансов на телевидении»: «Мы снимаем фильмы, посвященные окружающей среде, условиям труда и жизни, третьему миру. Мы работаем в основном с использованием документальных средств и снимаем наши фильмы с теми, чьи интересы они затрагивают, с группами, которые стремятся изменить условия своей жизни».
Судьбоносной для Гладиц стала её лента 1982 года «Время молчания и темноты» (нем. Zeit des Schweigens und der Dunkelheit) о съёмках режиссёром Лени Рифеншталь кинофильма «Долина» c участием в массовке нескольких десятков цыган из двух концентрационных лагерей; большинство из них затем были уничтожены в Аушвице. Нине Гладиц удалось разыскать одного из выживших, Йозефа Райнхардта (племянника Джанго Рейнхардта), который подростком участвовал в съёмках, — он и его родственники рассказали в фильме о пережитых в ходе съёмок лишениях. Фильм Гладиц был показан 6 сентября 1982 года по телеканалу Westdeutscher Rundfunk и произвёл определённый эффект: как отмечала немецкая критика, нечасто германские цыгане доверительно рассказывают о том, что с ними происходило в годы Третьего рейха. Рифеншталь подала на Гладиц в суд за клевету. После тянувшихся несколько лет судебных разбирательств Высший земельный суд в Карлсруэ отверг ряд претензий Рифеншталь (установив, в частности, что Рифеншталь действительно лично ездила в концлагеря отбирать себе массовку), но обязал Гладиц удалить из фильма эпизод, в котором Райнхардт рассказывает, что Рифеншталь обещала снимавшимся у неё цыганам спасти их от уничтожения и не сдержала своего обещания, — поскольку никаких документальных подтверждений этим обещаниям нет. Гладиц отказалась это сделать, после чего её фильм был запрещён к дальнейшему показу.
Продолжив в дальнейшем снимать документальные фильмы, основные усилия Нина Гладиц направила на борьбу с Лени Рифеншталь. Скрупулёзно собирая все тёмные пятна в биографии Рифеншталь, Гладиц к 2016 году закончила книгу «Лени Рифеншталь: карьера преступницы» (нем. Leni Riefenstahl – Karriere einer Täterin). Эту книгу отвергли около 30 издательств перед тем, как в 2020 году она была издана в Цюрихе издательством Orell Füssli. Особое внимание в своей книге Гладиц уделила тому, насколько жёстко Рифеншталь избавлялась от своих конкурентов.